# Karl II av Lothringen
Karl II av Lothringen, född 1365, död 1431, var regerande hertig av Lothringen från 1390 till 1431.